# Gaură neagră MTZ
Gaura neagră MTZ, numită după Cristian Martinez, Ricardo Troncoso și Jorge Zanelli, este o soluție a găurii negre pentru gravitația (3+1)-dimensională cu un câmp scalar interacționând de la sine minim cuplat.
Orizontul evenimentului este o suprafață cu curbură negativă constantă, iar spațiul-timp este asimptotic local Anti-de-Sitter.